# Henryk Sokolnicki
Henryk Józef Sokolnicki (ur. 19 stycznia 1891 w  Janiszewie, zm. 21 października 1981 w Helsinkach) – polski dyplomata.

## Życiorys
W 1908 roku zdał maturę w Wyższej Szkole Realnej w Krakowie. Ukończył studia rolnicze, następnie student Szkoły Nauk Politycznych w Brukseli.
W czerwcu 1919 przyjęty do służby dyplomatycznej II Rzeczypospolitej, mianowany sekretarzem legacyjnym poselstwa RP w Brukseli. Od 1 kwietnia 1921 chargé d’affaires poselstwa RP w Kristianii (Oslo), kierował placówką do 15 listopada 1924. Od stycznia 1925 w centrali Ministerstwa Spraw Zagranicznych – do 1932 kierował jednym z referatów Wydziału Zachodniego Departamentu Polityczno-Ekonomicznego MSZ. 1 maja 1932 został mianowany radcą poselstwa, a następnie radcą ambasady polskiej w Moskwie (po podniesieniu rangi przedstawicielstw dyplomatycznych 12 kwietnia 1934).
Od 1 stycznia 1936 do 25 czerwca 1941 był posłem nadzwyczajnym i ministrem pełnomocnym w Helsinkach. Od 1 września 1941 do końca grudnia 1942 był radcą Ambasady RP w Moskwie (ewakuowanej do Kujbyszewa) z tytułem ministra pełnomocnego (po przywróceniu polsko-sowieckich stosunków dyplomatycznych po układzie Sikorski-Majski).
Następnie do 5 lipca 1945 pełnił obowiązki chargé d’affaires w Sztokholmie. Po wojnie pozostał w Szwecji i do 1951 był w tym kraju formalnym przedstawicielem rządu RP na uchodźstwie.

## Odznaczenia
- Krzyż Oficerski Orderu Odrodzenia Polski[2]
- Medal Dziesięciolecia Odzyskanej Niepodległości[2]
- Kawaler Honoru i Dewocji Orderu Maltańskiego (SMOM)[2][3]
- Krzyż Komandorski z Gwiazdą Orderu Świętego Olafa (Norwegia)[2]
- Krzyż Komandorski Orderu Świętego Olafa (Norwegia)[3]
- Krzyż Komandorski Orderu Korony Dębowej (Luksemburg)[2][3]
- Krzyż Komandorski Orderu Korony (Włochy)[2][3]
- Krzyż Oficerski Orderu Legii Honorowej (Francja)[2][3]
- Krzyż Oficerski Orderu Leopolda (Belgia)[2][3]
- Krzyż Oficerski Orderu Korony (Belgia)[2][3]